# Collaboration for Environmental Evidence
Collaboration for Environmental Evidence (CEE) är ett öppet nätverk av aktörer som arbetar inom evidensbaserad miljövård. CEE:s huvudsakliga arbete går ut på att hjälpa organisationer att utföra systematiska utvärderingar och kartläggningar. Nätverket arbetar för en hållbar global miljö och för bevarandet av den biologiska mångfalden. CEE strävar efter att syntetisera tillgängliga forskningsresultat gällande frågor av intresse för beslutsfattare och utövare inom miljöområdet.
CEE är en icke-vinstdrivande organisation och förlitar sig på engagemang från forskare, beslutsfattare och andra aktörer inom miljöområdet för att skapa en tillförlitlig kunskapsgrund som kontinuerligt kan förbättra CEE:s aktiviteter.

## Historia
CEE bildades 2007 vid Centre for Evidence-Based Conservation (CEBC)  vid Bangor University, för att samla in och sprida systematiska utvärderingar och kartläggningar genomförda inom miljövårdsområdet. CEE är miljövårdens motsvarighet till Cochrane Collaboration inom medicinområdet. 

## CEE centra
CEE har för tillfället sex centra:
- Storbritannien: Centre for Evidence-Based Conservation (CEBC) [1] vid Bangor University
- Sverige: Mistras råd för evidensbaserad miljövård (Mistra EviEM) [2] vid Stockholm Environment Institute
- Australien: Centre for Evidence Informed Policy and Practice (CEIPP) [3]
- Kanada: Centre in Evidence-Based Conservation and Environmental Management [4] vid Carleton University
- Sydafrika: Centre for Anthropological Research (CfAR) [5] vid University of Johannesburg
- Frankrike: Fondation pour la Recherche sur la Biodiversité (FRB) [6]